# Långholmen, Trosa kommun
Långholmen är en ö i Västerljungs socken i Trosa kommun, nordnordost om Tvären och öster om Rommarö. Ön har en yta på 17 hektar
Långholmen fick bofast befolkning på 1840-talet, då en fiskarfamilj flyttade ut hit. Gården på Långholmen övergavs 1947. En fritidshustomt avstyckades på 1940-talet, och 1967 blev den en helårsbebodd bostad. Senare har ett antal nya fritidshus avstyckats; 2012 fanns ett helårsboende och sex fritidshus på ön. Huvuddelen av bebyggelsen ligger på öns norra del. I övrigt är Långholmen en karg och bergig ö, mestadels bevuxen med barrskog.